# Taking My Love (And Leaving Me)
"Taking My Love (And Leaving Me)" is een single van de Amerikaanse soulgroep Martha Reeves & The Vandellas. Het was de eerste en tevens enige single afkomstig van het album "Sugar N' Spice" uit 1969. Dit kwam onder andere doordat twee voorgaande singles, "I Can't Dance To That Music You're Playing" en "Sweet Darlin'", niet op album uitgebracht zouden worden. De wens dat "Taking My Love (And Leaving Me)" het beter zou doen dan de twee eerdergenoemde singles, die beiden niet de top 40 haalden, werd niet vervuld. Het nummer in kwestie werd daarentegen een van de minst succesvolle singles van Martha Reeves & The Vandellas, sinds ze in 1963 de hitparade bestormden met "Come And Get These Memories". Met een #2 positie op de Bubbling Under Hot 100-hitlijst, wist het niet eens de Billboard Hot 100 te halen. Over het algemeen wordt het nummer dan ook een #102 positie toegeschreven. Ook op de R&B-lijst was "Taking My Love (And Leaving Me)" geen succes. Daarop had het namelijk een bescheiden #44 notering.
In tegenstelling tot veel singles van Martha Reeves & The Vandellas aan het eind van de jaren 60, werd "Taking My Love (And Leaving Me)" geschreven noch geproduceerd door Richard Morris. In plaats van hem waren het Allen Story en George Gordy die het nummer schreven. De laatstgenoemde produceerde het nummer ook. George Gordy is overigens de broer van Berry Gordy, de man die Motown, de platenmaatschappij waarbij Martha Reeves & The Vandellas een contract hadden, oprichtte. Na "I Promise To Wait My Love" was "Taking My Love (And Leaving Me)"de tweede single van Martha Reeves & The Vandellas waar het duo samen aan werkte. De tekst die het tweetal voor het nummer schreef gaat over een ontrouw vriendje. Hoewel de vertelster, leadzangeres Martha Reeves in dit geval, alles heeft gegeven, wil haar vriendje haar niet meer en ziet ze haar toekomst in duigen vallen.
"Taking My Love (And Leaving Me)" is de eerste single die uitgebracht werd door Martha Reeves & The Vandellas sinds het vertrek van Rosalind Ashford als achtergrondzangeres. Hierdoor bleef Martha Reeves als enige origineel lid van de groep over. Ashford had de groep verlaten om te gaan werken als verpleegster. Haar vervangster, Sandra Tilley, kwam over van een andere groep van Motown, namelijk The Velvelettes. Zij en Lois Reeves waren nu de achtergrondzangeressen van Martha Reeves & The Vandellas. Zij waren echter niet de enigen die achtergrond zongen op "Taking My Love (And Leaving Me)". Daarbij werden ze ondersteund door The Andantes, een achtergrondzanggroep van Motown.
De B-kant van "Taking My Love (And Leaving Me)" is het nummer "Heartless". Net als de A-kant verscheen ook dit nummer op het album "Sugar N' Spice". Dit nummer werd echter niet geschreven door Story en Gordy, maar door Ivy Jo Hunter. Hij had ook al meegeschreven aan eerdere hits van de groep, waaronder hun grootste "Dancing In The Street". Andere nummers van Martha Reeves & The Vandellas waar hij verantwoordelijk voor was zijn bijvoorbeeld "Wild One" en "My Baby Loves Me". Naast dat Hunter "Heartless" schreef, produceerde hij het nummer ook.

## Bezetting
- Lead: Martha Reeves
- Achtergrond: Lois Reeves, Sandra Tilley en The Andantes
- Instrumentatie: The Funk Brothers
- Schrijvers: Allen Story & George Gordy
- Producer: George Gordy